# ارن‌کوی (مورگل)
ارن‌کوی (به ترکی استانبولی: Erenköy) یک منطقهٔ مسکونی در ترکیه است که در مورگل واقع شده‌است. ارن‌کوی ۱۸۴ نفر جمعیت دارد.